# Free Press

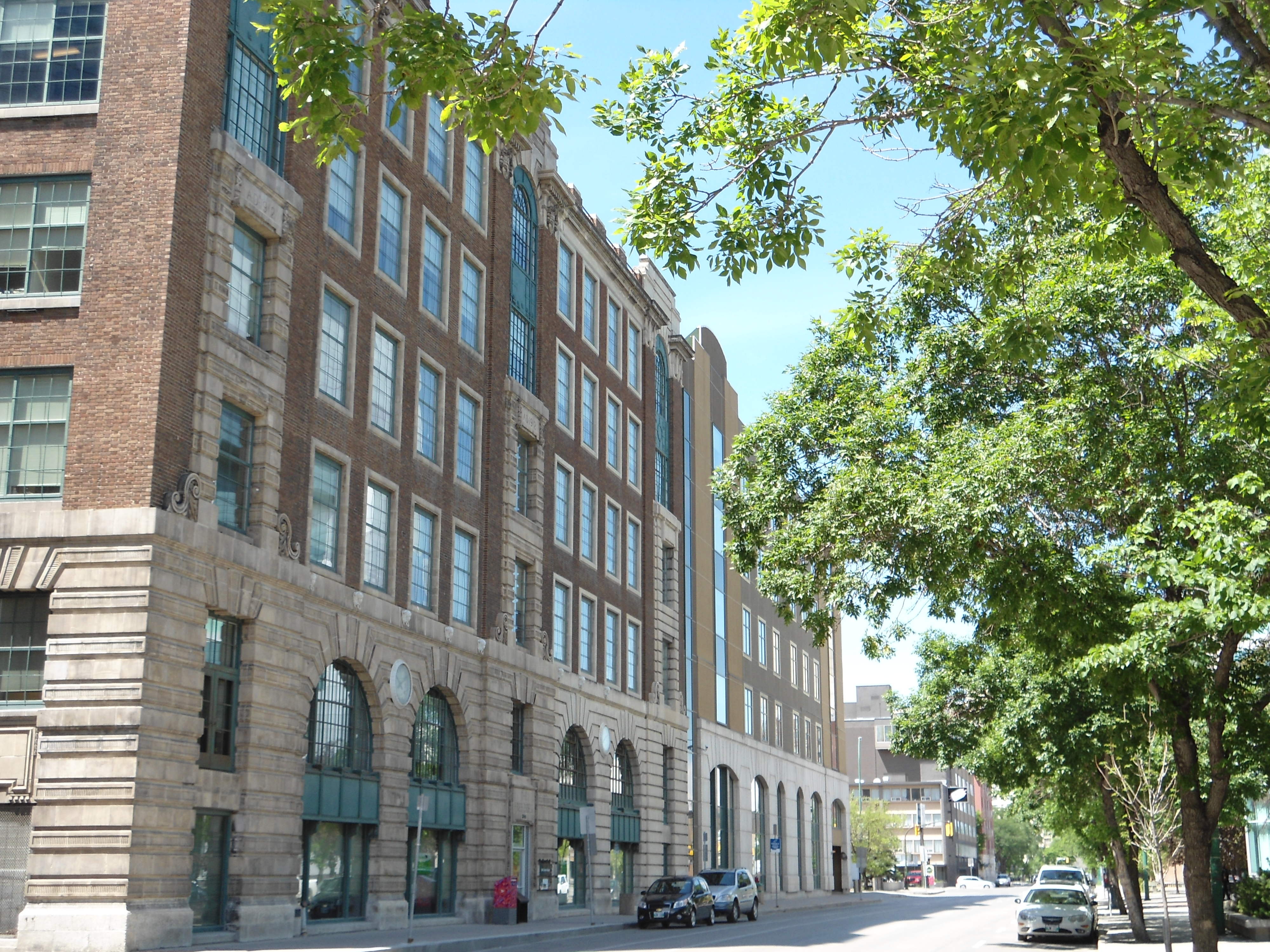
O edifício que abriga o Winnipeg Free Press

Free Press é uma organização não-governamental norte-americana que luta pela internet livre e aberta e pela liberdade de imprensa. Foi criada em 2003, por Robert W. McChesney em conjunto com John Nichols e Josh Silver. Atualmente, a organização conta com cerca de 900.000 ativistas que atuam de várias formas, entre elas petições em prol da liberdade de imprensa, participação em reuniões com autoridades e envio de cartas a editores de diversos veículos de imprensa.

## Conferência Nacional para Reforma da Mídia
A Free Press é a organizadora e patrocinadora da Conferência Nacional para a Reforma da Mídia (NCMR, do inglês National Conference for Media Reform), realizada nos Estados Unidos. Atualmente é a maior conferência do país dedicada à mídia, tecnologia e democracia. A conferência reúne ativistas, jornalistas, pesquisadores, estudantes e cidadãos que apoiam a causa da liberdade de imprensa e da internet livre e aberta.
Até o momento, foram realizadas seis edições da NCMR, sendo a mais recente em 2013, no estado do Colorado. O evento contou com a participação de milhares de pessoas e cerca de 300 palestrantes. 
Outras edições da conferência:
- 2003 - Madison, Wisconsin[10]
- 2005 - St. Louis, Missouri[11]
- 2007 - Memphis, Tennessee[12]
- 2008 - Minneapolis, Minnesota[13]
- 2011 - Boston, Massachusetts[14]

## Ativismo
A Free Press participa em diversas questões relacionadas à Liberdade de imprensa, Neutralidade da rede e vigilância da Internet.

### Neutralidade da Rede
Em 14 de janeiro de 2014, a Corte de Apelações do Distrito de Colúmbia derrubou o projeto da Comissão Federal de Comunicações (Federal Communications Commission - FCC), agência reguladora de telecomunicações dos Estados Unidos, que visava estabelecer regras para uma Internet Livre. O objetivo do projeto era impedir que provedores de internet bloqueassem ou reduzissem a velocidade de acesso a determinados conteúdos online. No entanto, a corte considerou que as bases legais do projeto eram inadequadas, levando à sua anulação.
Em 15 de maio do mesmo ano, Tom Wheeler, então presidente da FCC, aprovou uma medida que permitia aos provedores de internet cobrarem das empresas por tratamento prioritário em suas redes, o que poderia deixar o conteúdo de outras aplicações e empresas mais lento. A Free Press se posicionou contra essa medida, mobilizando uma campanha que contou com o apoio de 60 membros do Congresso dos Estados Unidos e cerca de 4 milhões de cidadãos que manifestaram suas preocupações sobre o decreto de Wheeler. Em novembro de 2014, o presidente Barack Obama também se uniu ao movimento, pedindo à FCC que classificasse os provedores de internet sob o Título II da Lei das Comunicações, única forma de garantir a neutralidade da rede.
Em 4 de fevereiro de 2015, Tom Wheeler anunciou que as empresas provedoras de internet seriam, de fato, classificadas sob o Título II, assegurando a proteção dos usuários. Esse marco foi considerado a maior vitória do interesse público na história da FCC.
A decisão da FCC em 26 de fevereiro de 2015 foi um marco importante na batalha pela neutralidade da rede nos EUA. Sob a liderança do presidente da FCC, Tom Wheeler, a agência decidiu reclassificar o acesso à Internet de banda larga como um serviço sob o Título II da Lei de Comunicações de 1934. Isso deu à FCC maior autoridade regulatória para garantir a neutralidade da rede, proibindo práticas como o bloqueio, a limitação de conteúdo legal e a priorização paga, onde provedores poderiam cobrar taxas para oferecer serviços mais rápidos a alguns conteúdos.
A decisão foi uma resposta a uma série de derrotas judiciais que a FCC enfrentou em tentativas anteriores de impor regras de neutralidade da rede com base em uma classificação mais branda sob o Título I. A reclassificação sob o Título II permitiu à FCC aplicar proteções mais rigorosas, garantindo que o tráfego na Internet fosse tratado de forma igualitária, sem discriminação de conteúdo ou provedores. Além disso, Wheeler assegurou que as regras não resultariam em tarifas ou regulamentações de preços tradicionais, garantindo também incentivos para investimentos contínuos nas redes de banda larga.
Essa decisão foi celebrada por defensores da neutralidade da rede, enquanto provedores de serviços de Internet se opuseram e buscaram meios legais para contestar a nova regulamentação. Mais detalhes podem ser encontrados em fontes como Wired e Dorsey

### Vigilância
Em 5 de junho de 2013, o jornal The Guardian expôs uma ordem ultrassecreta da Agência de Vigilância e Inteligência Estrangeira dos Estados Unidos a qual obrigava uma das maiores provedoras dos EUA, a empresa de telecomunicações Verizon, a fornecer metadados de todas as ligações telefônicas da sua rede para a Agência de Segurança Nacional (NSA).
Um dia depois, o mesmo jornal expôs a existência do PRISM (programa de vigilância), um programa de vigilância que permite a NSA acessar e-mails e monitorar a atividade de milhões de usuários no mundo inteiro. O programa de espionagem da NSA ameaça os direitos básicos, como o direito de se conectar, comunicar-se e organizar-se. Além disso, o programa é considerado inconstitucional, pois a Primeira Emenda da Constituição norte americana garante a liberdade de expressão, e a quarta emenda garante proteção contra a apreensão sem mandado judicial.
O fundo The Free Press Action Fund ajudou a bancar a coligação Stop Watching Us ("Parem de nos Observar"). A coligação lançou uma petição para a NSA prestar contas sobre a sua operação e também realizar reformas legais a fim de garantir a privacidade. A petição coletou mais de 580.000 assinaturas e obteve o apoio de centenas de instituições. A coligação está pressionando o Congresso para ser criado um comitê especial que iria reportar e investigar os atos de espionagem da Agência de Segurança Nacional. (NSA)